# IC 1054
IC 1054 ist eine linsenförmige Galaxie vom Hubble-Typ S0 im Sternbild Jungfrau auf der Ekliptik. Sie ist schätzungsweise 367 Millionen Lichtjahre von der Milchstraße entfernt und hat einen Durchmesser von etwa 110.000 Lichtjahren.

Im selben Himmelsareal befinden sich u. a. die Galaxien NGC 5738, NGC 5740, NGC 5746.
Das Objekt wurde am 8. Juni 1893 von Stéphane Javelle entdeckt.